# Pikit, Cotabato
Pikit là một đô thị hạng 1 ở tỉnh Cotabato, Philippines.
Theo điều tra dân số năm 2000, đô thị này có dân số 68,455 người trong 13.081 hộ.

## Các đơn vị hành chính
Pikit được chia thành 42 barangay.
| - Bagoaingud (Bagoinged) - Balabak - Balatican - Balong - Balungis - Barungis - Batulawan - Bualan - Buliok - Bulod - Bulol - Calawag - Dalingaoen (Lalingaon) - Damalasak | - Fort Pikit - Ginatilan - Gligli - Gokoton (Gokotan) - Inug-ug - Kabasalan - Kalacacan - Katilacan - Kolambog - Ladtingan - Lagunde - Langayen - Macabual - Macasendeg | - Manaulanan - Nabundas - Nalapaan - Nunguan - Paidu Pulangi - Panicupan - Poblacion - Punol - Rajah Muda - Silik - Takipan - Talitay - Tinutulan - Pamalian |